# T-Online

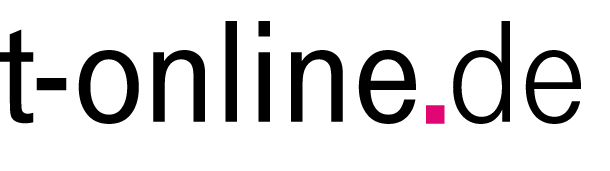
Logo

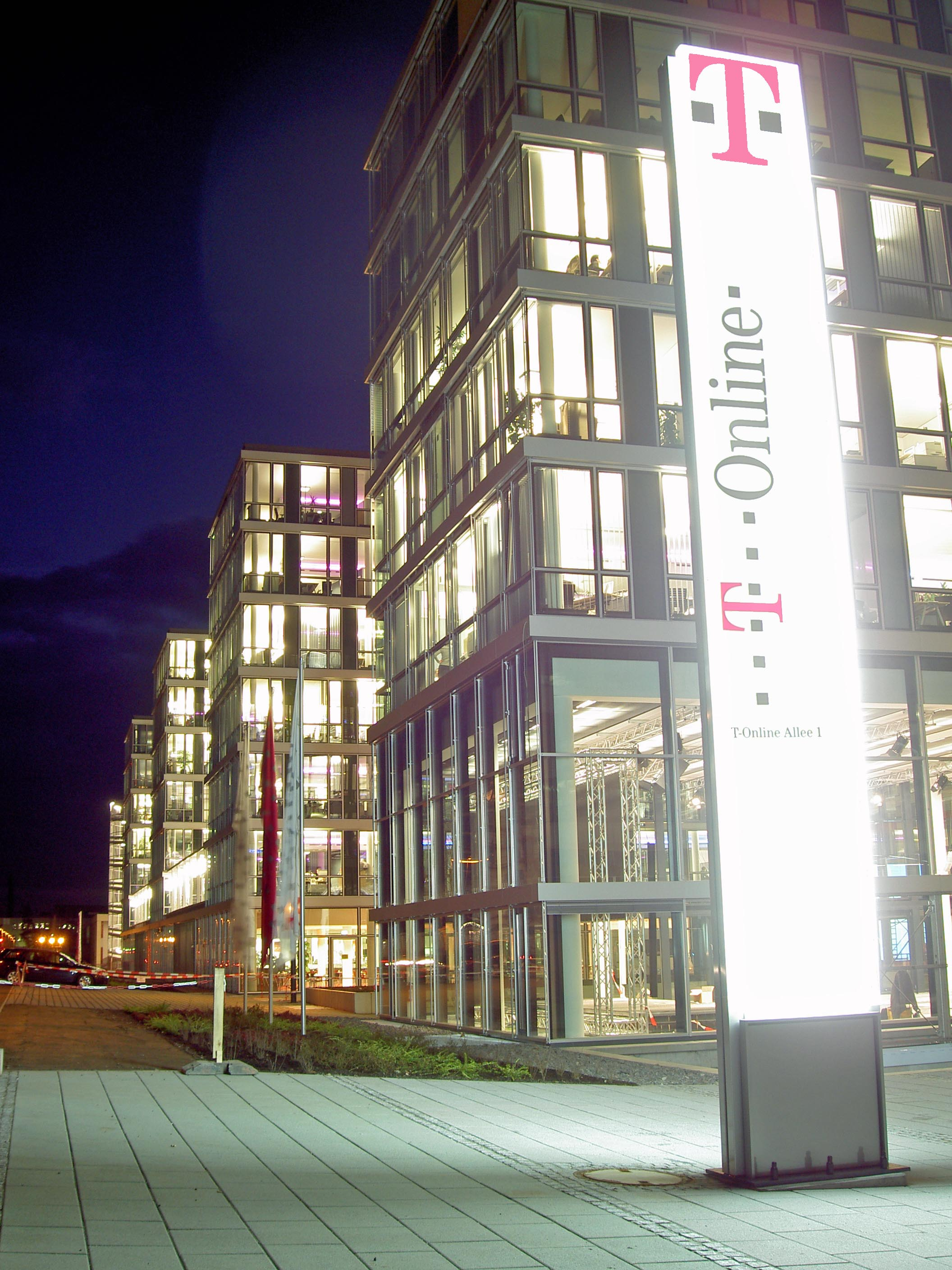
Darmstadt的总部

T-Online 是德国最大的因特网服务提供商。网络门户站点。

## 企业信息
2000年1月公司上市成为 T-Online国际股份有限公司。公司由大约2600名员工组成（其中在德国略少于2000个）。德国电信控股74%。公司位于达姆城（2005年起）.
T-Online在欧洲拥有大约134万用户（Q1, 2004年），2004财年收入大约158万欧元，是欧洲最大的因特网服务提供商之一。
T-Online在法国使用商标Club Internet，在西班牙是Ya.com，在葡萄牙是Terravista， 在奥地利和瑞士是 T-Online。

## 产品

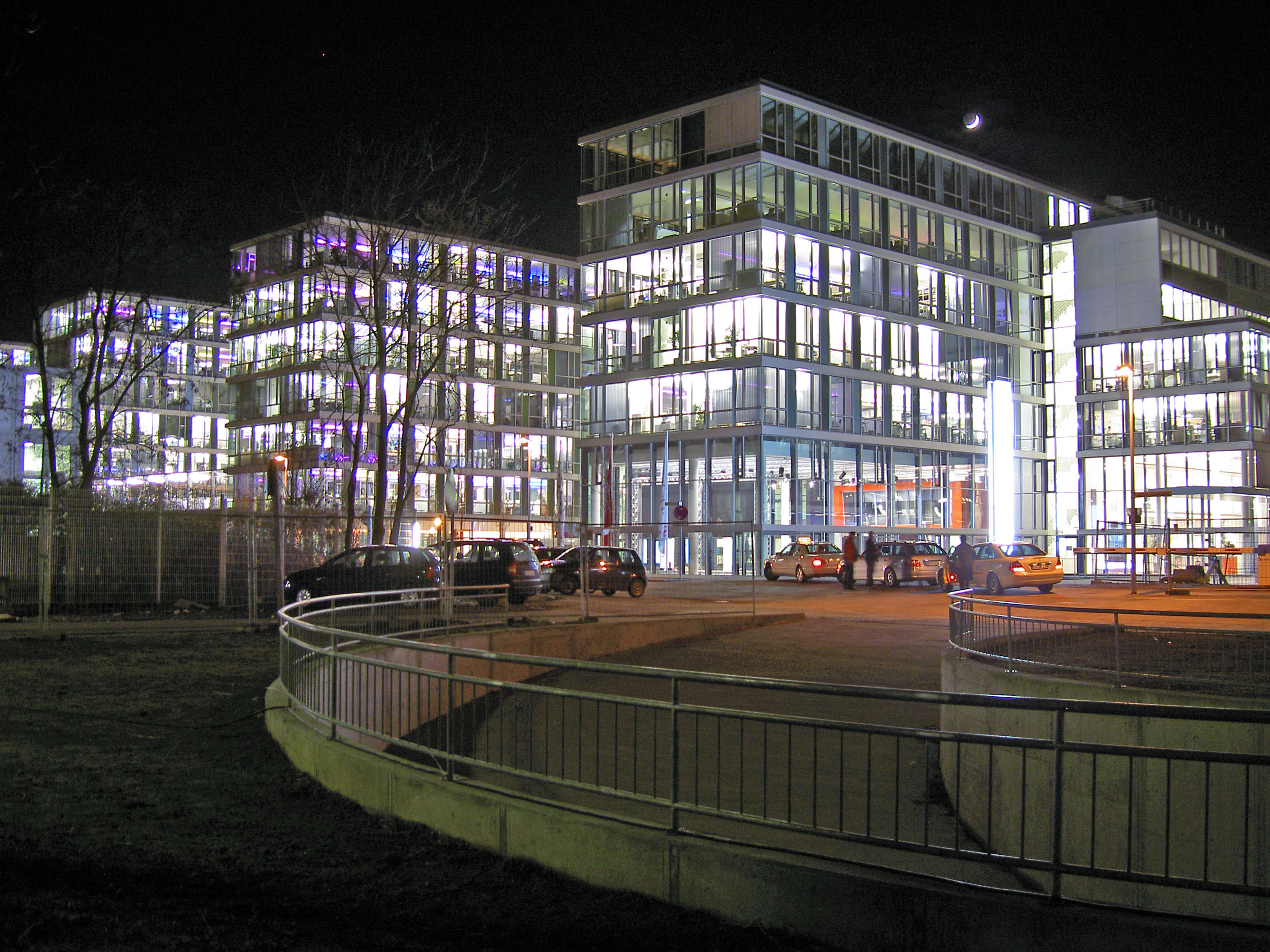
总部东侧面

T-Online为企业和个人提供网络接入服务。通过接入技术T-DSLT-Online与母公司德国电信合作为德国大众提供DSL宽带接入服务。T-Online还是网络门户，使得用户享受个性化服务。
像AOL一样T-Online也给客户提供自己的网络连接软件，除了浏览器和电子邮件程序外还有扩展功能如电子银行。没有这些软件网络接入当然也可以使用。

## 服务
T-Online 提供免费或者付费（一般只对于成员）服务。
- 免费服务：
  - T-Online信使
  - 网络电话 使用单独号码"032"-电话区号

## 历史
T-Online从德国电信分离出来。

## 参看
- 德国电信